# The Graves Light
The Graves Light ist ein Leuchtturm auf der zu Boston gehörenden Insel The Graves im Boston Harbor auf dem Gebiet des Bundesstaats Massachusetts der Vereinigten Staaten.

## Bauwerk
Der aus Granitblöcken errichtete Leuchtturm besitzt eine konische Form und ist mit einer Höhe von insgesamt 113 ft (34,4 m) der höchste im Bereich des Boston Harbor. Sein Licht sendet alle 12 Sekunden zwei weiße Lichtblitze und reicht bis zu 15 sm (27,8 km) weit.

## Geschichte
Der Leuchtturm wurde 1905 erstmals in Betrieb genommen und verfügte zu dieser Zeit über eine Fresnel-Linse 1. Ordnung. 1976 wurde er automatisiert und 2001 auf Solarstrom umgestellt. Heute arbeitet die Optik mit einer Linse des Typs VRB-25.
Am 28. September 1987 wurde das Bauwerk unter der Nummer 87002041 im Rahmen der Multiple Property Submission Lighthouses of Massachusetts MPS in das National Register of Historic Places eingetragen.